# Tom Magliozzi
Thomas Louis Magliozzi, detto Tom (East Cambridge, 28 giugno 1937 – Belmont, 3 novembre 2014), è stato un attore e doppiatore statunitense.
Si è sposato due volte ed entrambi i matrimoni finirono con i divorzi.
Ha lavorato spesso con il fratello Ray.
Malato di Alzheimer, è morto nel 2014, a 77 anni.

## Filmografia

### Attore
- Sabrina, vita da strega (1 episodio, 2002)

### Doppiatore
- Cars - Motori ruggenti (2006)